# Ventilago oblongifolia
Ventilago oblongifolia là một loài thực vật có hoa trong họ Táo. Loài này được Blume miêu tả khoa học đầu tiên năm 1826.